# Зибино (Бєлгородська область)
Зибино (рос. Зыбино) — село у Борисовському районі Бєлгородської області Російської Федерації.
Населення становить 211  осіб. Входить до складу муніципального утворення Крюковське сільське поселення.

## Історія
Населений пункт розташований у східній частині української суцільної етнічної території — східній Слобожанщині.
Згідно із законом від 20 грудня 2004 року № 159 від 1 січня 2006 року органом місцевого самоврядування було Крюковське сільське поселення.
25 березня 2024 року російські літаки скинули у районі села ФАБ-250.  

## Населення
| 2002 | 2010 |
| ---- | ---- |
| 260  | ↘211 |